# Climacoptera zenobiae
Climacoptera zenobiae là loài thực vật có hoa thuộc họ Dền. Loài này được (Mouterde) Botsch. mô tả khoa học đầu tiên năm 1971.